# پلاکت
پلاکت (به فرانسوی: Plaquette) ترومبوسیت‌ها یا گِرده‌ها اجسامی با شکل نامشخص به قطر ۴–۲ میکرون هستند که از قطعه قطعه شدن سیتوپلاسم سلول های بزرگی به نام مگاکاریوسیت در مغز استخوان حاصل می‌شود. پلاکت ها هسته ندارند. با وجود این در مهره‌داران پست سلول های هسته داری به نام ترومبوسیت معادل پلاکت است. پلاکت سیتوپلاسم وسیع و گرانول‌های گرد متعدد دارند. پلاکت ها را ترومبوسیت نیز می‌نامند. تعداد پلاکت ها ۴۰۰–۱۵۰ هزار در هر میکرولیتر خون بوده و عمر آن‌ها ۱۱–۸ روز است. هر پلاکت توسط غشایی غنی از گلیکوپروتئین محصور شده و بررسی‌ها بیان‌گر وجود آنتی‌ژنهای گروه خونی ABO در غشای پلاکت هاست.

## عملکرد

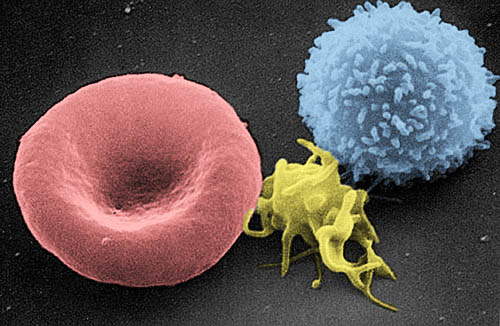
تصویر الکترونی از سلول‌های خون. گلبول قرمز (چپ تصویر) ، پلاکت (میانه تصویر) ، گلبول‌ سفید (راست تصویر)

کار اصلی پلاکت جلوگیری از خون‌ریزی است؛ که این عمل با چسبیدن پلاکتها به همدیگر و محل آسیب دیده رگ و ترشح مواد دخیل در انعقاد انجام می‌گیرد. تحریک پلاکتها در محل آسیب عروقی باعث ترشح ADP می‌گردد که ADP چسبیده به سطح پلاکت موجب چسبیدن پلاکتها بهم و تشکیل توده پلاکتی را می‌کند که به صورت درزگیر عمل کرده و از ادامه خون‌ریزی جلوگیری می‌کند. هم‌زمان با ترشح ADP، سروتونین و ترومبوپلاستین پلاکتی نیز ترشح می‌گردد؛ که اولی باعث انقباض رگها و دومی باعث تبدیل پروترومبین به ترومبین می‌شود. ترومبین، فیبرینوژن محلول پلاسما را به فیبرین غیر محلول تبدیل می‌نماید که سلولهای خونی در لا به‌ لای توری ظریف حاصل از فیبرین گرفتار شده و لخته تشکیل می‌گردد.
پلاکت‌ها در رشد و تکامل، ایجاد یا از بین بردن سلول‌های سرطانی و فاکتور رشدی مشتق از پلاکت (PDGF) نیز مشارکت دارند.

## تعداد طبیعی

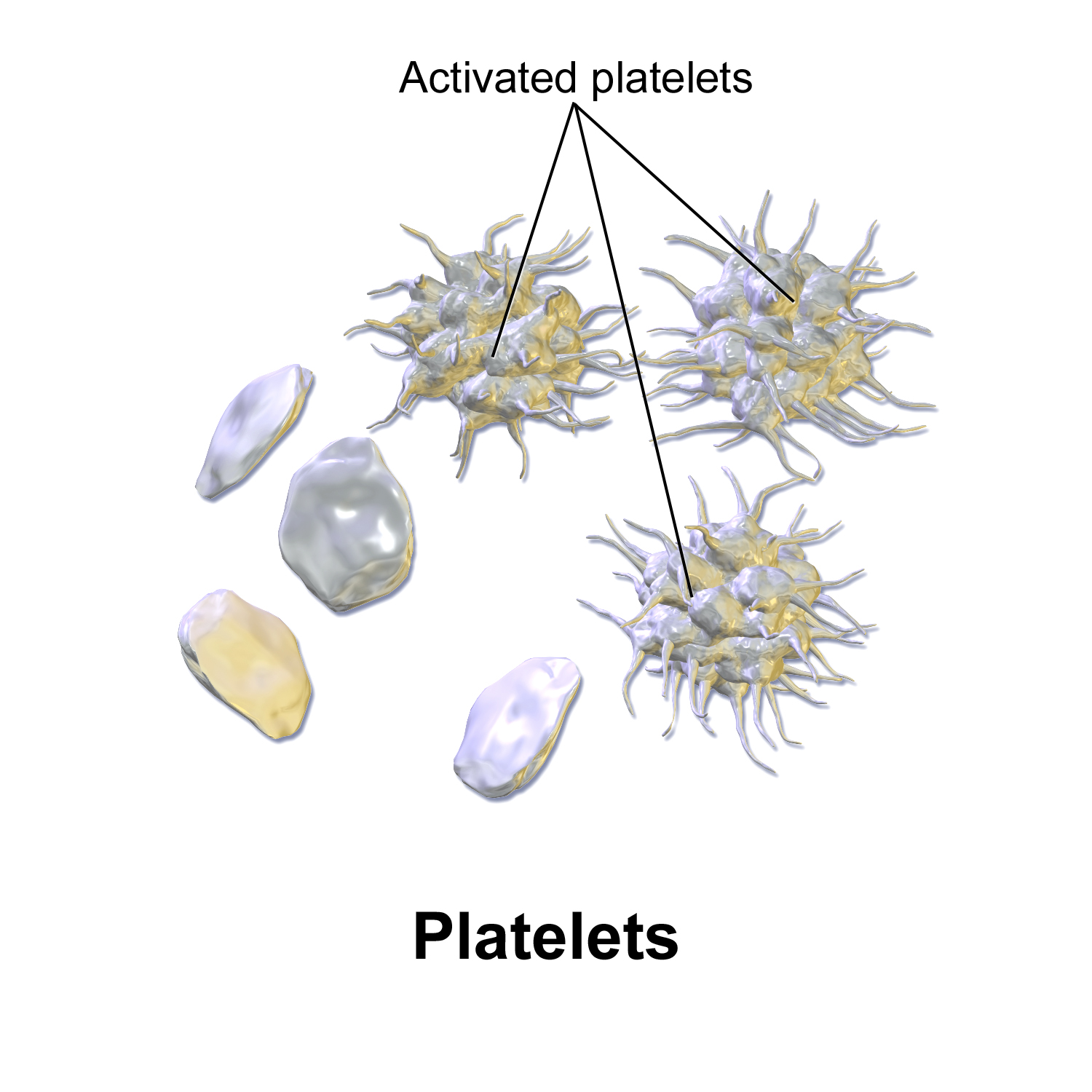
پلاکت ها

تعداد پلاکت طبیعی در خون بین ۱۵۰،۰۰۰ تا ۴۵۰،۰۰۰ در هر میکرومیلی‌ لیتر است. پلاکت بالای ۵۰۰،۰۰۰ را بیماری ترومبوسیتوز و پلاکت‌های کمتر از ۱۰۰،۰۰۰ را بیماری ترومبوسیتوپنی می‌نامند.

## دلایل پایین بودن پلاکت خون
- بزرگ شدن طحال
- خون ریزی شدید و مصرف پلاکت خون[۳]
- لوسمی یا سرطان خون
- ترومبوسیتوپنی
- انواع وراثتی کمبود پلاکت
- انعقاد منتشر خون در داخل رگ ها
- شیمی درمانی بعد از سرطان
- عفونت و نارسایی مغز استخوان
- مشکلات کبدی